# 京成大久保站
京成大久保站（日语：／ Keisei-Ōkubo eki */?）是位於日本千葉縣習志野市本大久保，屬於京成電鐵本線的鐵路車站。車站編號是KS27。旅客資訊通常採用省略「京成」二字的「大久保」。

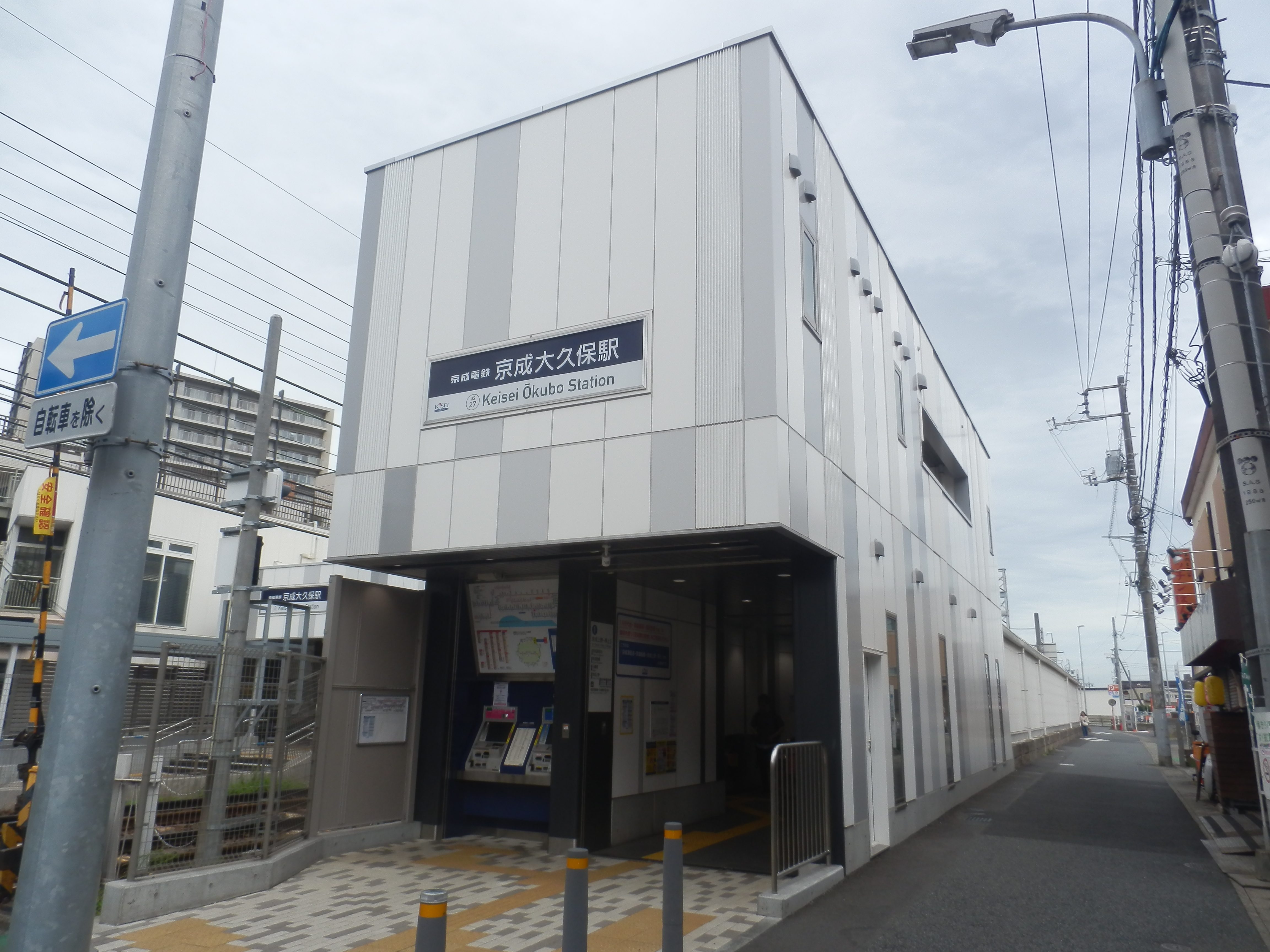
南口（2023年7月）

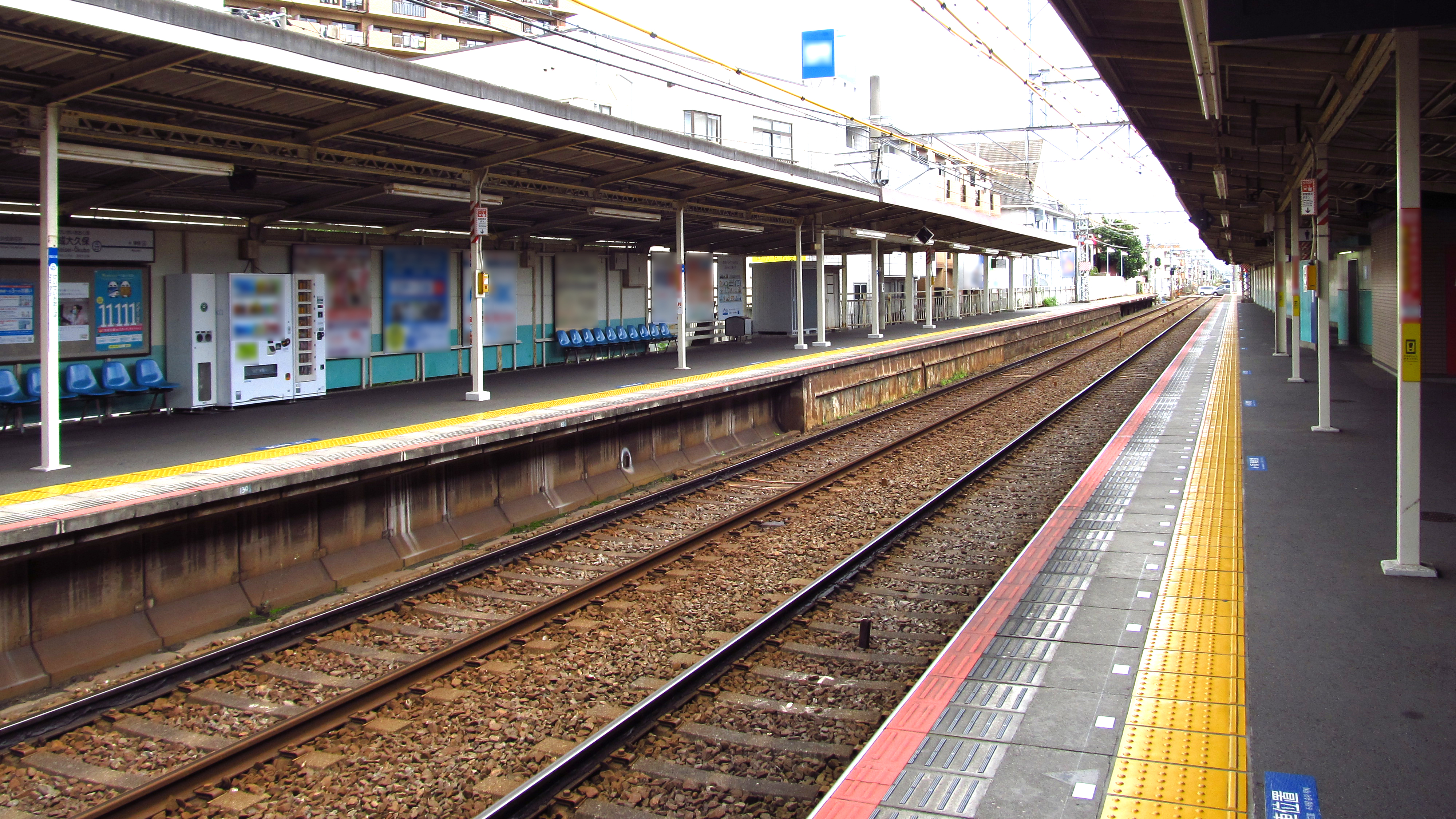
月台（2020年7月）

## 年表
- 1926年（大正15年）12月9日 - 車站啟用，當時稱為大久保站。
- 1931年（昭和6年）11月18日 - 車站改稱京成大久保站。

## 車站構造
本站是相對式月台2面2的線地面車站，並由八千代台站負責管理。站內的兩座月台在京成津田沼站側都設有驗票口，月台間無連絡通道。上行月台往實籾站側則設有6:10 - 9:00開放的入站專用剪票口。
| 月台 | 路線     | 方向 | 目的地                                     |
| ---- | -------- | ---- | ------------------------------------------ |
| 1    | 京成本線 | 下行 | 日暮里、上野、押上、 淺草線、 京急本線方向 |
| 2    | 京成本線 | 上行 | 八千代台、佐倉、成田機場方向               |

## 使用情況
2016年平均每天上下車人次有32,240人，在京成線內69個車站當中排行第13位。是京成本線特急通過站中上下車人次最多的車站。
近年一日平均上下車人次以及平均上車人次推移如下表。
| 年度               | 一日平均 上下車人次 | 一日平均 上車人次 |
| ------------------ | ------------------- | ----------------- |
| 1975年（昭和50年） |                     | 15,665            |
| 1980年（昭和55年） |                     | 14,612            |
| 1985年(昭和60年)   |                     | 12,338            |
| 1990年（平成02年） |                     | 13,506            |
| 1998年（平成10年） |                     | 13,770            |
| 1999年（平成11年） |                     | 13,822            |
| 2000年（平成12年） |                     | 13,948            |
| 2001年（平成13年） |                     | 14,174            |
| 2002年（平成14年） |                     | 14,209            |
| 2003年（平成15年） | 28,617              | 14,371            |
| 2004年（平成16年） | 28,552              | 14,239            |
| 2005年（平成17年） | 28,543              | 14,219            |
| 2006年（平成18年） | 28,862              | 14,385            |
| 2007年（平成19年） | 29,798              | 14,889            |
| 2008年（平成20年） | 30,795              | 15,404            |
| 2009年（平成21年） | 30,755              | 15,392            |
| 2010年（平成22年） | 31,077              | 15,572            |
| 2011年（平成23年） | 31,200              | 15,645            |
| 2012年（平成24年） | 31,888              |                   |
| 2013年（平成25年） | 32,503              |                   |
| 2014年（平成26年） | 32,240              | 16,169            |
| 2015年（平成27年） | 33,463              | 16,779            |
| 2016年（平成28年） | 34,097              |                   |

## 車站周邊
站前道路至日本大學與東邦大學區間已形成學生街，有許多學生向的餐飲店。由於距離前後兩站較遠，本站周邊商店也較多。
- 日本大學生產工學部津田沼校舍
- 東邦大學藥學部、理學部
- 大久保商店街 （页面存档备份，存于）
- 東邦大學附屬東邦中學校、高等學校（日语：東邦大学付属東邦中学校・高等学校）
- 千葉縣濟生會習志野醫院（日语：千葉県済生会習志野病院）
- 習志野市立大久保圖書館
- 習志野市民會館
- 習志野市中央公園
- 習志野市勤勞會館
- 習志野大久保郵便局
- 習志野大久保東郵便局
- 習志野屋敷郵便局
- 習志野警察署（日语：習志野警察署）京成大久保站前交番
- 譽田八幡神社 (習志野市)（日语：誉田八幡神社 (習志野市)）

### 路線巴士
最近的巴士站有京成大久保站、京成大久保站北口、京成大久保站南口。以下路線巴士由京成巴士運行。
京成大久保站北口（車站北側）
- 習志野市Happy Bus（日语：習志野市ハッピーバス）京成大久保站線：往新津田沼站北口 / 往東部保健福祉中心

京成大久保站南口（車站南側）
- 津62、津65：往津田沼站 / 津62、幕66：往幕張本鄉站、幕張西五丁目
- 習志野市Happy Bus京成大久保站線：往新津田沼站北口 / 往東部保健福祉中心

京成大久保站（南口向西）
- 津61、津62、津65：往津田沼站

## 相鄰車站
京成電鐵
 本線
■快速特急、■特急、■通勤特急
通過
■快速、■普通
京成津田沼（KS26）－京成大久保（KS27）－實籾（KS28）

## 外部連結
- 京成大久保｜電車與車站資訊｜京成電鐵
- 京成大久保站PDF - 京成電鐵